# Live it up (album van Crosby, Stills & Nash)
Live it up is een muziekalbum van Crosby, Stills & Nash uit 1990. Live it up en If anybody had a heart werden uitgebracht op een single.
Terwijl het trio bekendheid verwierf met het schrijven van eigen nummers, werden de meeste nummers geschreven met anderen. In sommige gevallen was het materiaal zelfs geheel afkomstig van anderen. Het gebrek aan eigen materiaal wordt door AllMusic als reden gezien waarom het album relatief onsuccesvol bleef. In Europa was Nederland zo ongeveer het enige land waar het nog enkele weken in de Album Top 100 stond, namelijk op nummer 59. In de Billboard 200 behaalde het nummer 57 als hoogste notering.

## Nummers
| Nummer | Naam                    | Geschreven door                           | Duur |
| ------ | ----------------------- | ----------------------------------------- | ---- |
| A1     | Live it up              | Joe Vitale                                | 3:55 |
| A2     | If anybody had a heart  | Danny Kortchmar en John David Souther     | 4:28 |
| A3     | Tomboy                  | Stephen Stills                            | 3:19 |
| A4     | Haven't we lost enough? | Kevin Cronin en Stephen Stills            | 3:06 |
| A5     | Yours and mine          | Graham Nash, Craig Doerge en David Crosby | 4:39 |
| B1     | (Got to keep) Open      | Graham Nash en Stephen Stills             | 4:43 |
| B2     | Straight line           | Tony Beard                                | 3:16 |
| B3     | House of broken dreams  | Graham Nash                               | 3:20 |
| B4     | Arrows                  | Michael Hedges en David Crosby            | 3:52 |
| B5     | After the dolphin       | Craig Doerge en Graham Nash               | 5:04 |

David Crosby · Stephen Stills · Graham Nash · Neil Young